# 1173 هـ
1173 هـ هي سنة في التقويم الهجري امتدت مقابلةً في التقويم الميلادي بين سنتي 1759 و1760.

## أحداث
- ضم الإمام محمد بن سعود شقراء والمجمعة والدودامي والقويعية والحريق وحوطة بني تميم والدلم وضرما وشاجر وحفر عتك ورماح والرين تحت حكمه.

## مواليد
- الشوكاني.
- محمد الشوكاني

## وفيات
- إسماعيل المازندراني
- يوسف المالكي
- فيصل بن عبد الوهاب الأخ الأكبر لمحمد بن عبد الوهاب.